# Эстре (Эна)
Эстре́ (фр. Estrées) — коммуна во Франции, находится в регионе Пикардия. Департамент коммуны — Эна. Входит в состав кантона Боэн-ан-Вермандуа. Округ коммуны — Сен-Кантен.
Код INSEE коммуны — 02291.

## Население
Население коммуны на 2010 год составляло 416 человек.
| 1962 | 1968 | 1975 | 1982 | 1990 | 1999 | 2010 |
| ---- | ---- | ---- | ---- | ---- | ---- | ---- |
| 524  | 474  | 401  | 423  | 434  | 446  | 416  |

## Экономика
В 2010 году среди 274 человек трудоспособного возраста (15—64 лет) 193 были экономически активными, 81 — неактивными (показатель активности — 70,4 %, в 1999 году было 67,3 %). Из 193 активных жителей работали 167 человек (90 мужчин и 77 женщин), безработных было 26 (14 мужчин и 12 женщин). Среди 81 неактивных 18 человек были учениками или студентами, 32 — пенсионерами, 31 были неактивными по другим причинам.